# Contreras (Durango)
Contreras es una localidad del estado mexicano de Durango. Es parte del municipio de Durango.

## Demografía
| Gráfica de evolución demográfica |
|                                  |

| Censo | Población |
| ----- | --------- |
| 1900  | 354       |
| 1910  | 22        |
| 1921  | 216       |
| 1930  | 383       |
| 1940  | 416       |
| 1950  | 388       |
| 1960  | 510       |
| 1970  | 742       |
| 1980  | 846       |
| 1990  | 783       |
| 2000  | 890       |
| 2010  | 878       |
| 2020  | 1 005     |